# Insektarium

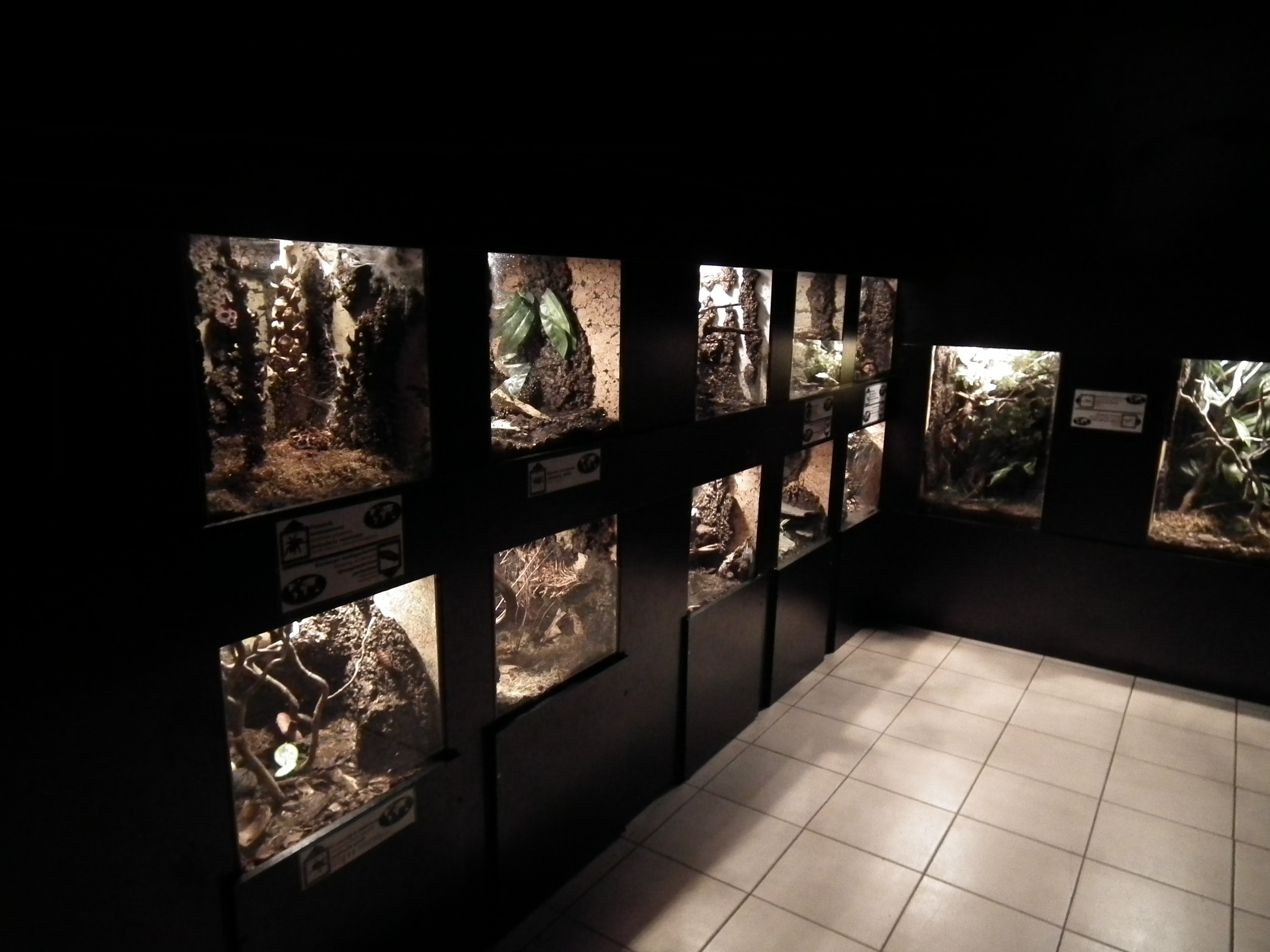
Insektarion w krakowskim Aquarium

Insektarium − rodzaj wiwarium dla owadów i stawonogów, takich jak pająki, chrząszcze, karaluchy, mrówki, pszczoły, wije, stonogi, świerszcze, koniki polne, skorpiony.
Szczególnymi rodzajami insektarium są:
- formikarium – dla kolonii mrówek
- termitiera – dla termitów
- szklany ul – dla pszczół